# 온두라스만

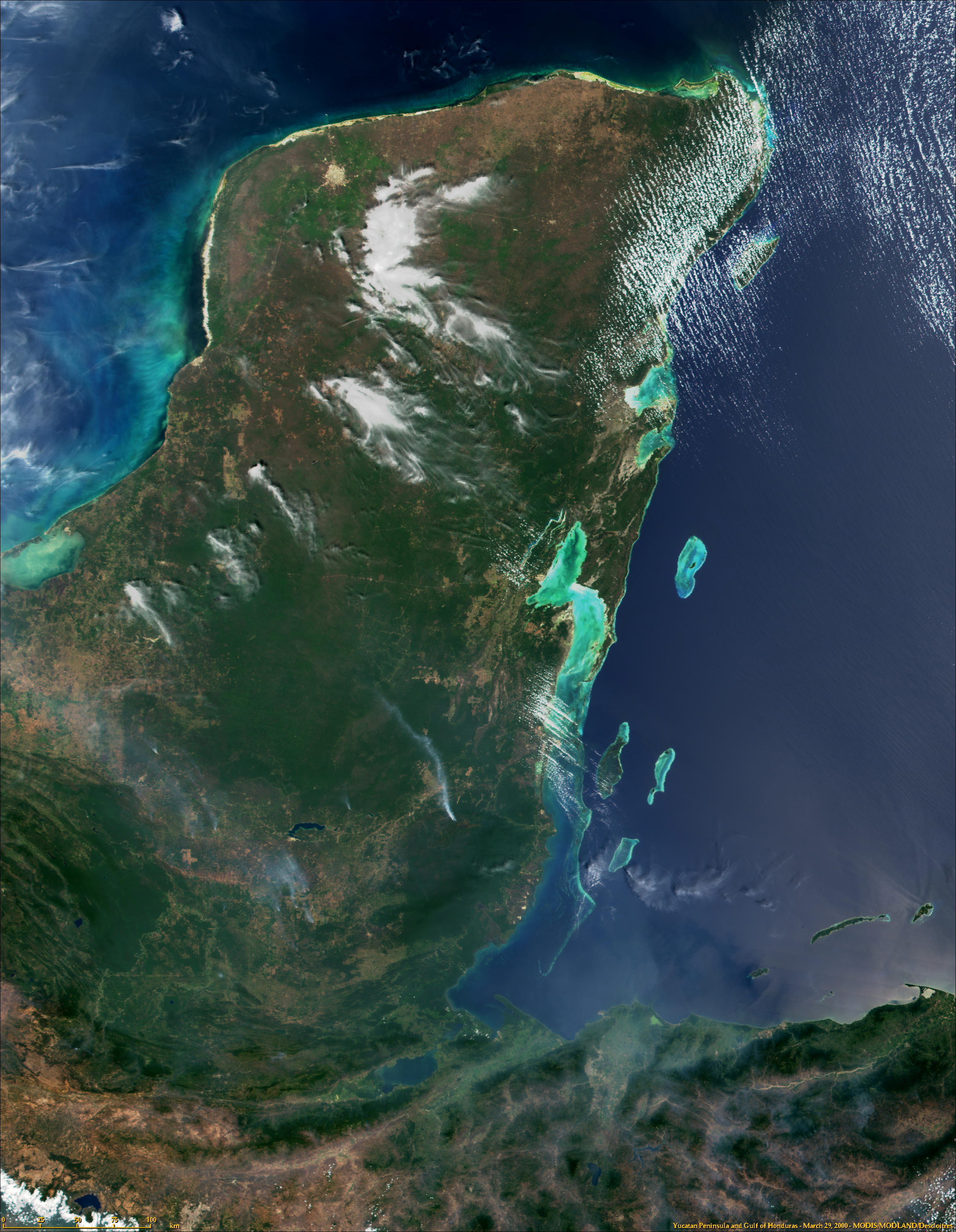
온두라스 만 위성사진

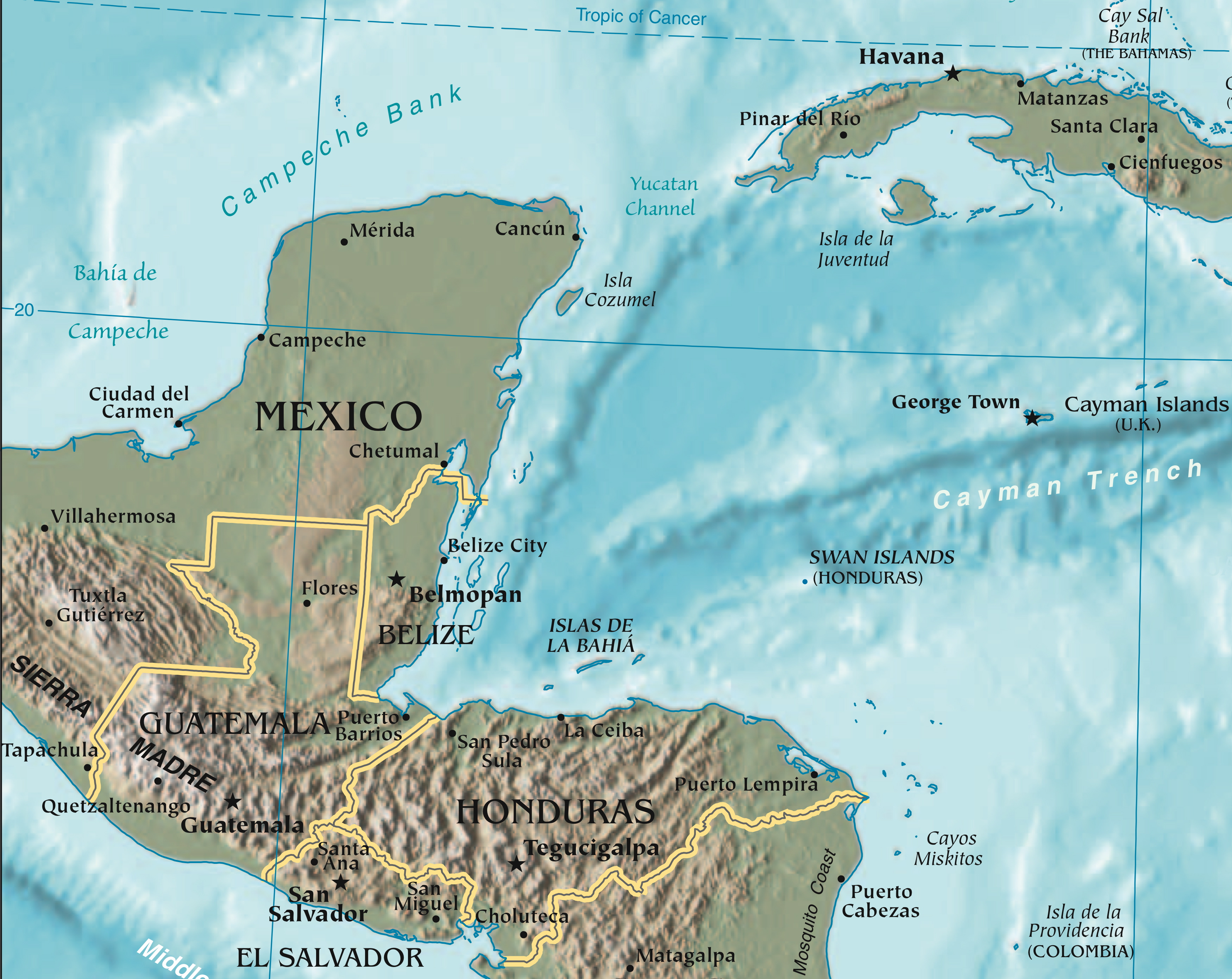
온두라스 만 지도

온두라스 만(영어: Gulf of Honduras)은 벨리즈와 과테말라, 온두라스 연안과 접하고 있는 카리브해의 만이다.
최고 깊이는 3400m에 이른다.